# 丰财街道
丰财街道，是中华人民共和国江苏省徐州市鼓楼区下辖的一个乡镇级行政单位。

## 行政区划
丰财街道下辖以下地区：
二九社区、瓦房社区、徐钢社区、白云山社区、二七社区、下淀社区、怡园亭社区、三角线社区和二坝北社区。